# Danielle Minazzoli
Pour les articles homonymes, voir Minazzoli.
Danielle Minazzoli est une actrice et danseuse française, née le 24 octobre 1941 à Paris.

## Biographie
Elle épouse Pierre-Richard Defays, mieux connu sous son nom de scène Pierre Richard, le 19 février 1960, avec lequel elle eut deux fils, Olivier Defays et Christophe Defays.

## Filmographie
- 1970 : L'Homme orchestre de Serge Korber : une danseuse
- 1970 : Le Distrait de Pierre Richard : la jeune fille sifflée dans la rue
- 1972 : Les Malheurs d'Alfred de Pierre Richard : Pauline, la première amoureuse d'Alfred
- 1973 : Je sais rien, mais je dirai tout de Pierre Richard : Danou, une infirmière qu'aime Pierre
- 1974 : La moutarde me monte au nez de Claude Zidi : Danielle
- 1976 : Les Naufragés de l'île de la Tortue de Jacques Rozier : Christine
- 1976 : La Première Fois de Claude Berri : Nathalie
- 1978 : Lolita prête à tout de Michel Berkowitch
- 1980 : Une nuit rêvée pour un poisson banal de Bernard Guillou
- 1980 : C'est pas moi, c'est lui de Pierre Richard : Charlotte Renaud
- 1983 : Un chien dans un jeu de quilles de Bernard Guillou : Nicole
- 1992 : À quoi tu penses-tu ? de Didier Kaminka : l'analyste

## Théâtre
- 1977 : Qui est qui ? de Keith Waterhouse, Willis Hall, mise en scène Victor Lanoux, Théâtre des Célestins
- 1992 : Héritage de Augustus Goetz et Ruth Goetz d'après Henry James, mise en scène Gildas Bourdet, Cado, Théâtre de Paris, Festival d'Angers,   Festival de Ramatuelle